# جورج هارجريفز
جورج هارجريفز (بالإنجليزية: George Hargreaves)‏ هو كاتب أغاني ومنتج أسطوانات بريطاني، ولد في 1958.